# Real Valladolid Club de Fútbol
Il Real Valladolid Club de Fútbol, meglio noto come Real Valladolid, è una società calcistica spagnola con sede nella città di Valladolid, nella comunità autonoma di Castiglia e León. Milita in Segunda División, la seconda serie del campionato spagnolo. Disputa le partite casalinghe allo stadio municipale José Zorrilla (26 512 posti).

## Storia
Il club fu fondato il 20 giugno del 1928, risultato della fusione delle due principali squadre cittadine, la Real Unión Deportiva e il Club Deportivo Español. Dalla prima squadra ottiene fin dalla nascita la denominazione onorifica di Real. Il debutto della nuova compagine cittadina avvenne il 22 settembre dello stesso anno contro il Deportivo Alavés con il risultato finale di 2-1 in favore dell'allora Real Valladolid Deportivo. Nei primi anni le partite casalinghe venivano disputate in un campo adiacente alla Plaza de Toros finché, nel 1940, fu sostituito dal vecchio Estadio Municipal José Zorrilla che fu a sua volta rimpiazzato nel 1982 dal nuovo impianto, il Nuevo Estadio Municipal José Zorrilla, dove tuttora la squadra disputa le sue partite casalinghe..
Gli inizi della società furono caratterizzati da partecipazioni alla terza e alla seconda divisione, con il primo accesso in quest'ultima datato 1934.
Il debutto in Primera División avviene nel 1948 in seguito alla doppia promozione ottenuta nel biennio 1946-1948, che porta la squadra bianco-viola dalla Terza divisione all'esordio nel massimo livello del calcio nazionale. Durante la stagione successiva i biancoviola arrivarono alla finale della Copa del Rey (allora Coppa del Generalissimo) persa però nettamente contro l'Athletic Club a Madrid per 4-1, nonostante al termine dei 90 minuti regolamentari il risultato fosse ancora fermo sull'1-1.
Da quella prima stagione fino al 1958, anno della prima discesa in Segunda (nonostante la presenza nelle file della squadra del capocannoniere della Liga Manuel Badenes, autore in quell'anno di 19 marcature), la squadra si confermò una presenza regolare nella massima categoria. La retrocessione fu peraltro solamente un piccolo neo per la squadra che già l'anno successivo riconquistò la promozione. Artefice di questo periodo di successi fu in massima parte l'allenatore José Luis Saso, figura leggendaria nella storia del Valladolid essendo stato durante la sua vita eccellente portiere, allenatore, segretario tecnico e anche presidente del club. Fece parte della dirigenza fino alla sua morte, avvenuta nel 2006.
Per il successivo biennio il Valladolid rimase in Primera, prima di retrocedere una seconda volta nel 1961; nuovamente la permanenza nel "purgatorio" della Segunda división durò solamente un anno e nella stagione di ritorno nella massima categoria (1962-63) la squadra riuscì a classificarsi al quarto posto finale, tuttora la miglior posizione mai raggiunta in campionato. La nuova esperienza nella prima serie fu tuttavia breve, e dopo una nuova retrocessione patita nel 1963-64 la squadra dovette aspettare un quindicennio per ritrovare la massima categoria, subendo addirittura una retrocessione in Tercera División nel 1970.
Dopo il raggiungimento delle semifinali in Coppa del Re nel 1979, il Valladolid venne nuovamente promosso in Primera al termine della stagione 1979-80, ritrovando la categoria dopo 16 anni. Questa volta la permanenza nella massima serie durerà un decennio, durante il quale la squadra avrà l'occasione di vincere una Copa de la Liga (1984, anno nel quale l'attaccante bianco-viola Jorge da Silva si aggiudica anche il trofeo di capocannoniere della Liga con 17 marcature), di fare il suo esordio in una competizione ufficiale europea (la Coppa UEFA 1984-85) e di raggiungere per la seconda (e finora ultima) volta la finale di Coppa del Re, persa contro il Real Madrid nel 1989.
All'inizio degli anni '90 l'ingaggio dell'allenatore colombiano Francisco Maturana portò diversi giocatori sudamericani a vestire la maglia del club; fra i più celebri il portiere René Higuita e l'attaccante Carlos Valderrama.
La terza retrocessione in Segunda del 1991-92 terminò bruscamente il progetto di un Valladolid "colombiano" ma interruppe solo brevemente la permanenza dei bianco-viola nella massima serie, riconquistata già l'anno successivo. Alla nuova promozione seguì un altro decennio di permanenza in Liga, coronato da una nuova partecipazione alla Coppa UEFA nel 1997-98.
Una nuova retrocessione, la quarta nel 2003-2004, aprì un nuovo periodo nella storia della squadra, che da allora inaugurò una serie di promozioni e retrocessioni fra la prima e la seconda divisione. Nel 2006-2007, guidata dal tecnico basco José Luis Mendilibar, disputò una stagione da record in seconda divisione, stabilendo il record di punti (88), di vantaggio sulla quarta (26 punti) e venendo promossa con il più largo anticipo sulla fine del torneo (34ª giornata). Il club è rimasto in massima divisione fino al 2010, quando è arrivata un'altra retrocessione.
Il 16 giugno 2012, dopo aver pareggiato 1-1 contro l'Alcorcón nell'ultima partita dei play-off, il Real Valladolid è stato promosso in Primera División Dopo solo due anni di permanenza nella massima serie, i bianco-viola hanno subito una nuova retrocessione nel 2014.
Il 3 settembre 2018 l'ex calciatore brasiliano Ronaldo acquista il 51% delle azioni del club, neopromosso in Primera, diventandone il nuovo azionista di maggioranza. Dopo due salvezze consecutive, nel 2020-2021 la squadra retrocede nuovamente nella serie cadetta, per poi riguadagnare immediatamente la promozione l'anno dopo, ma nel 2022-2023 scende nuovamente in seconda serie. Ancora una volta, i biancoviola centreranno una nuova promozione al primo tentativo, tornando dunque in massima serie per la stagione 2024-25.

## Colori e simboli

### Colori
Fin dalla sua fondazione nel 1928, il Real Valladolid ha mantenuto la stessa divisa di gioco, composta di una maglia a strisce verticali bianche e viola.

### Simboli ufficiali

#### Stemma
Lo stemma della squadra richiama esplicitamente l'emblema cittadino di Valladolid; ne riprende infatti lo scudo rosso con cinque castelli dorati, simbolo di Castiglia, le cinque frange dorate presenti al centro dello stemma, affiancate da strisce di colore bianco e viola, e la croce laureata di San Ferdinando, incorporata nello stemma del club dal 1962. A sormontare l'emblema, una corona reale, ereditata dalla Real Unión Deportiva.

Stemma usato dal 1998 al 2022, riutilizzato dal 2024
Stemma usato dal 2022 al 2024

## Strutture

### Stadio

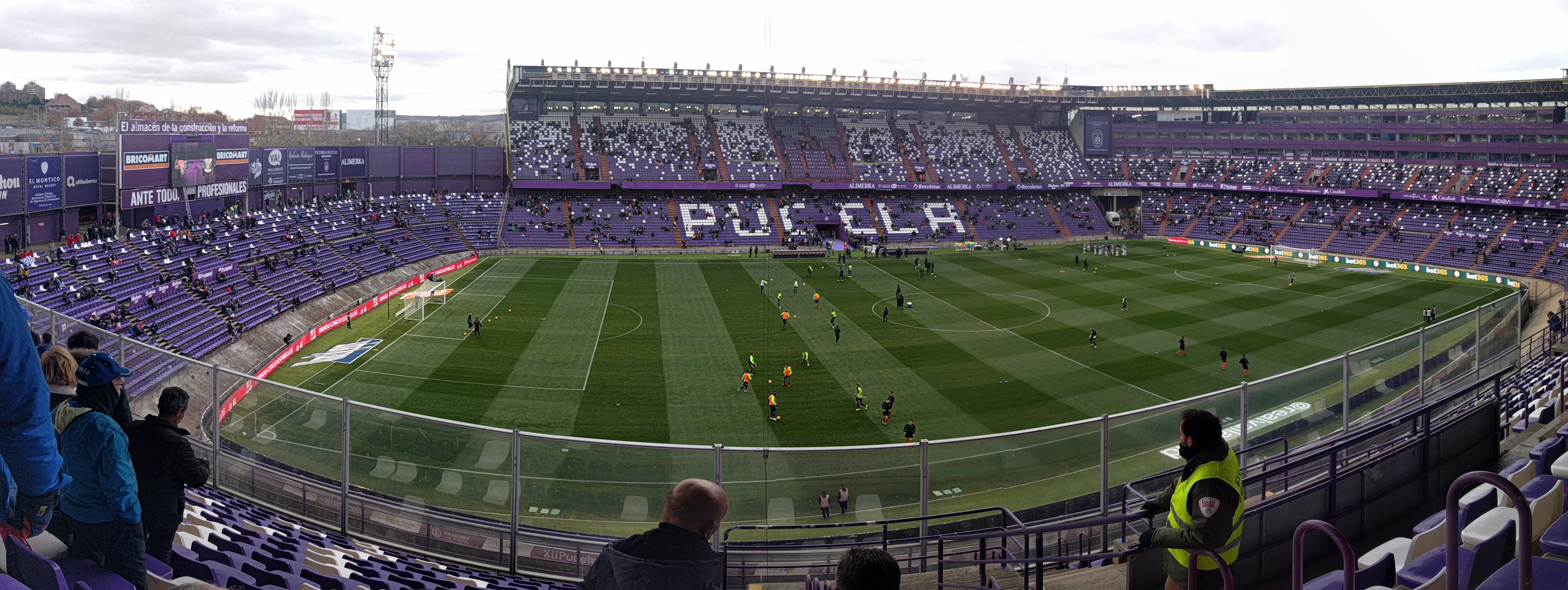
Veduta panoramica dello Stadio municipale José Zorrilla.

Dal 1982 il club disputa le proprie partite casalinghe nello Stadio municipale José Zorrilla, situato a Valladolid, che può ospitare 26.512 spettatori. La tribuna principale è dotata di riscaldamento a gas e raggi infrarossi, e una delle peculiarità della struttura è rappresentata dal fosso che circonda il terreno di gioco. Costruito in occasione del campionato del mondo 1982 ha infatti ospitato tre gare del gruppo 4 della prima fase.
In precedenza il Valladolid giocava in uno stadio omonimo, che era stato inaugurato nel 1940.

## Società

### Impegno nel sociale
Dal 1998 la società promuove l'azione della Fundación Real Valladolid, entità senza scopo di lucro che ci occupa di progetti sociali e di promozione dell'educazione sportiva.

### Settore giovanile
Il club possiede una società affiliata, il Real Valladolid Promesas, fondato nel 1942; milita in Segunda Federación nella stagione 2023/2024.

## Allenatori
Di seguito sono riportati gli allenatori del club:
- 1943-1944  José Planas
- 1945-1946  Ferenc Plattkó
- 1948-1949  Helenio Herrera
- 1949-1950  Antonio Barrios
- 1950-1952  Juan Antonio Ipiña
- 1952-1953  José Iraragorri
- 1953-1956  Luis Miró
- 1956-1957  Rafa Yunta
- 1957-1958  Rafa Yunta (lug.-dic.)
 José Luis Saso (gen.-giu.)
- 1958-1960  José Luis Saso
- 1960-1961  José Luis Saso (lug.-ott.)
 Pedro Eguiluz (nov.-giu.)
- 1961-1962  Pedro Eguiluz (lug.-gen.)
 Heriberto Herrera (gen.-giu.)
- 1962-1963  Antoni Ramallets
- 1964-1965  Jenő Kalmár
- 1965-1966  Antoni Ramallets
- 1966-1967  Emilio Aldecoa
- 1968-1969  Antonio Barrios (lug.-ott.)
 Enrique Orizaola (nov.-giu.)
- 1972-1973  José María Martín
- 1975-1976  Héctor Núñez
- 1977-1978  Paquito García
- 1978-1979  Pachín
- 1979-1980  Eusebio Ríos
- 1980-1982  Paquito García
- 1980-1982  Felipe Mesones
- 1982-1983  Llorente (lug.-nov.)
 José Luis García Traid (nov.-giu.)
- 1983-1984  José Luis García Traid (lug.-mar.)
 Fernando Redondo Barcenilla (mar.-giu.)
- 1985-1986  Vicente Cantatore
- 1986-1987  Xabier Azkargorta
- 1987-1989  Vicente Cantatore
- 1989-1990  José Moré Bonet (lug.-dic.)
 Fernando Redondo Barcenilla (dic.-giu.)
- 1990-1991  Francisco Maturana
- 1991-1992  Francisco Maturana (lug.-apr.)
 Yepes (apr.-giu.)
- 1992-1993  Felipe Mesones
- 1993-1994  Felipe Mesones (lug.-dic.)
 José Moré Bonet (gen.-giu.)
- 1994-1995  Victor Espárrago (lug.-dic.)
 José Moré Bonet (dic.-mar.)
 Fernando Redondo Barcenilla (apr.-mag.)
 Antonio Sánchez Santos (mag.-giu.)
- 1995-1996  Rafa Benítez
- 1995-1997  Vicente Cantatore
- 1997-1998  Vicente Cantatore (lug.-set.)
 Antonio Sánchez Santos (set.)
 Sergej Krešić (mag.-giu.)
- 1998-1999  Sergej Krešić
- 1999-2000  Gregorio Manzano
- 2000-2001  Francisco Ferraro (lug.-apr.)
 José Moré Bonet (apr.-giu.)
- 2001-2003  José Moré Bonet
- 2003-2004  Fernando Vázquez (lug.-dic.)
 Antonio Sánchez Santos (mag.)
- 2004-2005  Sergej Krešić (lug.-mar.)
 Marcos Alonso Peña (gen.-giu.)
- 2005-2006  Alfredo Merino Tamayo
- 2006-2009  José Luis Mendilibar
- 2009-2010  José Luis Mendilibar (lug.-gen.)
 Onésimo Sánchez (feb.-apr.)
 Javier Clemente (apr.-giu.)
- 2010-2011  Antonio Gómez Pérez (lug.-nov.)
 Abel Resino (dic.-giu.)
- 2011-2013  Miroslav Đukić
- 2013-2014  Juan Martínez
- 2014-2015  Joan Francesc Ferrer Sicilia
- 2015-2016  Gaizka Garitano (lug.-ott.)
 Miguel Ángel Portugal (ott.-apr.)
 Alberto López (apr.-giu.)
- 2016-2017  Paco Herrera
- 2017-2018  Luis César Sampedro
- 2018-2021  Sergio González
- 2021-2022  Pacheta
- 2022-2023  Pacheta (lug.-apr.)
 Paulo Pezzolano (apr.-in corso)

## Palmarès

### Competizioni nazionali
- Coppa della Liga: 1

1984
- Segunda División: 3

1947-1948, 1958-1959 (gruppo I), 2006-2007
- Tercera División: 2

1933-1934, 1946-1947
- Copa Federación de España: 1

1952-1953

### Altri piazzamenti
- Coppa di Spagna:

Finalista: 1949-1950, 1988-1989
Semifinalista: 1942, 1952, 1960-1961, 1978-1979
- Segunda División:

Secondo posto: 1934-1935 (gruppo I), 1942-1943 (gruppo I), 1961-1962 (gruppo I), 1967-1968 (gruppo I), 1979-1980, 1992-1993, 2021-2022
Terzo posto: 1964-1965 (gruppo II), 2011-2012
Vittoria play-off: 2017-2018
- Copa Federación de España:

Finalista: 1944-1945

## Partecipazione ai campionati e ai tornei internazionali

### Campionati nazionali
Il miglior piazzamento nella Liga è il quarto posto dell'edizione 1962-1963, mentre il peggiore è il diciannovesimo, raggiunto in tre occasioni: nel 1991-1992, nel 1994-1995 e nel 2020-2021.
Dalla stagione 1929-1930 alla 2025-2026 il club ha ottenuto le seguenti partecipazioni ai campionati nazionali:
| Livello | Categoria        | Partecipazioni | Debutto   | Ultima stagione | Totale |
| ------- | ---------------- | -------------- | --------- | --------------- | ------ |
| 1º      | Primera División | 47             | 1948-1949 | 2024-2025       | 47     |
| 2º      | Segunda División | 37             | 1934-1935 | 2025-2026       | 37     |
| 3º      | Tercera División | 9              | 1929-1930 | 1970-1971       | 9      |

### Tornei internazionali
Il miglior risultato raggiunto nei tornei internazionali sono i quarti di finale raggiunti nella Coppa delle Coppe 1989-1990.
Alla stagione 2019-2020 il club ha ottenuto le seguenti partecipazioni ai tornei internazionali:
| Categoria                     | Partecipazioni | Debutto   | Ultima stagione |
| ----------------------------- | -------------- | --------- | --------------- |
| Coppa delle Coppe             | 1              | 1989-1990 | 1989-1990       |
| Coppa UEFA/UEFA Europa League | 2              | 1984-1985 | 1997-1998       |

## Tifoseria

### Rivalità
La rivalità maggiormente sentita dai tifosi è quella con la Cultural Leonesa, squadra della città di León che dista solo 137 chilometri da Valladolid; oltre che la supremazia regionale, a dividere le due compagini si innesta anche un contrasto di natura politica (i tifosi leonesi infatti si oppongono all'inclusione della propria città nella comunità autonoma di Castiglia e León, di cui Valladolid è de facto capoluogo). L'inimicizia fra le due squadre, affrontatesi in Primera solamente nella stagione 1955-56 fa sì che il loro scontro sul campo meriti sovente l'appellativo di derby castigliano-leonese.
Un'ulteriore rivalità è presente nei confronti del Salamanca; le due squadre hanno avuto occasione di fronteggiarsi diverse volte in Primera División, in particolare negli anni '80 e '90.

## Organico

### Rosa 2025-2026
Rosa e numerazione aggiornate al 27 luglio 2025.
| N. |                       | Ruolo | Calciatore           |
| -- | --------------------- | ----- | -------------------- |
| 3  | Spagna (bandiera)     | D     | David Torres         |
| 4  | Spagna (bandiera)     | C     | Víctor Meseguer      |
| 5  | Spagna (bandiera)     | D     | Javi Sánchez         |
| 7  | Senegal (bandiera)    | A     | Mamadou Sylla Diallo |
| 9  | Brasile (bandiera)    | A     | Marcos André         |
| 13 | Portogallo (bandiera) | P     | Guilherme Fernandes  |
| 14 | Spagna (bandiera)     | A     | Juanmi Latasa        |
| 17 | Croazia (bandiera)    | C     | Stipe Biuk           |
| 18 | Spagna (bandiera)     | C     | Xavi Moreno          |
| 19 | Senegal (bandiera)    | A     | Amath Ndiaye         |
| 20 | Croazia (bandiera)    | C     | Stanko Jurić         |

| N. |                    | Ruolo | Calciatore    |
| -- | ------------------ | ----- | ------------- |
| 21 | Marocco (bandiera) | C     | Selim Amallah |
| 22 | Spagna (bandiera)  | C     | Iván Alejo    |
| 27 | Spagna (bandiera)  | D     | Iván Garriel  |
| 28 | Spagna (bandiera)  | C     | Chuki         |
| 29 | Spagna (bandiera)  | A     | Adrián Arnu   |
| 30 | Spagna (bandiera)  | D     | Raúl Chasco   |
| 34 | Spagna (bandiera)  | C     | Mario Maroto  |
| 36 | Spagna (bandiera)  | P     | Álvaro Aceves |

### Staff tecnico
| Allenatore:               | Guillermo Almada |
| Vice allenatore:          | Marcelo Goux     |
| Preparatore dei portieri: | Pedro Ferrer     |
| Preparatore atletico:     | Fran Albert      |